# جرارد شویکرت
جرارد شویکرت (انگلیسی: Gerd Schwickert؛ زادهٔ ۱۴ اوت ۱۹۴۹) بازیکن فوتبال اهل آلمان است.
از باشگاه‌هایی که در آن بازی کرده‌است می‌توان به باشگاه فوتبال ماینتس ۰۵ اشاره کرد.